# پرستار بچه: ملکه قاتل
پرستار بچه: ملکه قاتل (انگلیسی: The Babysitter: Killer Queen) یک فیلم کمدی ترسناک آمریکایی در سال ۲۰۲۰ به تهیه‌کنندگی و کارگردانی جوزف مک‌گینتی نیکول، از فیلم‌نامه ای توسط مک جی، دن لاگانا، برد موریس و جیمی واردن است. این دنباله فیلم پرستار بچه در سال ۲۰۱۷ است و ستارگانی مانند جودا لوئیس، امیلی آلین لیند، رابی امل، کینگ بچ، لسلی بیب، هانا می لی، بلا تورن، سامارا ویوینگ، کن مارینو در فیلم به ایفای نقش می‌پردازند. فیلم داستان کول جانسون را در سال سوم دبیرستان خود ادامه می‌دهد، کسی که دوباره باید برای تضمین بقای خود در یک شب مبارزه کند، همان‌طور که توسط دشمنان شیطانی، هم قدیمی و هم جدید شکار می‌شود.
این فیلم در ۱۰ سپتامبر ۲۰۲۰ از شبکه نتفلیکس پخش شد.